# Уилсон, Кассандра
Кассандра Уилсон (англ. Cassandra Wilson, род. 4 декабря 1955, Джэксон (Миссисипи), США) — американская джазовая певица, музыкант, автор песен и продюсер.

## Биография
Родилась в столице штата Миссисипи 4 декабря 1955 года. Отец был преподавателем музыки и играл джаз на бас-гитаре, мать преподавала в начальной общеобразовательной школе. С шести лет Кассандра обучалась игре на фортепиано. Писать свои песни (в основном фолк-направленности) начала, когда была тинейджером. Обучалась играть на гитаре, играла на кларнете. Окончила колледж Миллсэпс и Государственный джексоновский университет, имеет диплом специалиста по коммуникациям. Параллельно с обучением занималась вокалом, выступала с местными группами.
Музыкальную карьеру начинала в 1980-е годы в группе M-Base. Первый сольный альбом выпустила в 1986 году. Наибольшее признание музыкальных критиков получили альбомы Уилсон New Moon Daughter (1995) и Loverly (2009).
Обладает двумя премиями «Грэмми» за лучший джазовый вокальный альбом (1997, 2009) и рядом других музыкальных наград. Обозреватель портала Allmusic называет Уилсон «одной из лучших и самых знаменитых джазовых певиц своего поколения».
Обладает узнаваемым тембром голоса и расширяет «игровое поле» своей музыкальной палитры, добавляя к джазу такие жанры как блюз, кантри, фолк-музыку. Свой новаторский стиль сформировала под влиянием таких джазовых певиц как Бетти Картер, Ширли Хорн и Нина Симон. Помимо исполнения собственных песен и «искусной интерпретации» джазовых стандартов и блюзовых композиций записывает кавер-версии песен популярных исполнителей, таких как Джони Митчелл, Ван Моррисон, Хэнк Уильямс, U2 и The Beatles.

## Дискография
- Point of View (JMT, 1986)
- Days Aweigh (JMT, 1987)
- Blue Skies (JMT, 1988)
- Jumpworld (JMT, 1990)
- Live (JMT, 1991)
- She Who Weeps (JMT, 1991)
- Dance to the Drums Again (DIW, 1992)
- After the Beginning Again (JMT, 1992)
- Blue Light 'til Dawn (Blue Note, 1993)
- New Moon Daughter (Blue Note, 1995)
- Rendezvous при участии Джеки Террассона (Blue Note, 1997)
- Traveling Miles (Blue Note, 1999)
- Belly of the Sun (Blue Note, 2002)
- Glamoured (Blue Note, 2003)
- Thunderbird (Blue Note, 2006)
- Loverly (Blue Note, 2008)
- Silver Pony (Blue Note, 2010)
- Another Country (eOne, 2012)
- Coming Forth by Day (Legacy, 2015)

Компиляции
- Songbook (JMT, 1995)
- Sings Standards (Verve, 2002)
- Love Phases Dimensions: From the JMT Years (Edel, 2004)
- Closer to You: The Pop Side (Blue Note, 2009)
- 5 Original Albums (Blue Note, 2018)